# Стонифорд
Стонифорд (англ. Stoneyford; ирл. Áth na gCloch) — деревня в Ирландии, находится в графстве Килкенни (провинция Ленстер). Расположен на автодороге N9, соединяющей Дублин и Уотерфорд, в 14 км к югу от Килкенни. В деревне содержится ряд архитектурных и исторических памятников местного значения, в том числе католическая церковь начала XIX века, двухэтажное здание школы, а также паб О’Грейди с надписью на входе, стилизованной под мрамор.